# Gvozden Nikolić
Gvozden Nikolić je srpski novinar. 

## Biografija
Rođen je u selu Koštunići opština Gornji Milanovac  22.11.1964 godine od oca Ljubivoja i majke Milodrage. U svet medija ušao je devedesetih godina, najpre kao  snimatelj TV Galaksija. Prvi je radnik nekadašnje TV Čačak ali veliki doprinos dao je prilikom pokretanja lokalne TV Lav koja se preselila u Čačak i  TV Telemark gde je proveo nekoliko meseci pri osnivanju.
Vlasnik je produkcije Glas zapadne Srbije koji pokriva 20 opština tog dela zemlje ali  je osnivač i najveće regionalne novinske agencije RINA koja je najveća novinska agencija tog tipa van Beograda. Osnivačka i upravljačka prava preneo je svom sinu Ivanu Nikolić.
Gvozden Nikolić je od 2009 radio kao reporter FOX televizije zatim u informativnom programu Prve srpske TV gde je i danas veoma aktivan. 
Autor je jedne od gledanih emisija Nećete verovati.
Živi i radi u Čačku, oženjen je i otac četvoro dece. 